# Peter Fellman
Lars Peter Fellman, född 8 oktober 1963 i Jakobstad, är en finlandssvensk journalist. Han är chefredaktör för tidningen Dagens Industri (2009–2015, 2018–). Mellan 2015 och 2018 var han Dagens Industris utrikeskorrespondent i USA.
Fellman är utbildad lärare, pedagogie magister, vid Åbo Akademis enhet i Vasa. Han började sin karriär inom media på Rundradion i Vasa, Finska Notisbyrån i Helsingfors och Jakobstads Tidning. Efter jobbet som redaktör på Jakobstads Tidning flyttade Fellman till Stockholm och blev där ganska snabbt nyhetschef på Reuters efter att ha inlett som reporter.
Fellman har sagt att det mest var slumpen som ledde honom in på karriären som journalist och att han gärna hade velat bli läkare om betygen räckt till.